# Too Darn Hot
"Too Darn Hot" es una canción escrita por Cole Porter para su obra musical Kiss Me, Kate (1948). En el escenario es cantada al inicio del segundo acto. Fue estrenada en la versión original en Broadway en 1948, cantada por Lorenzo Fuller, Eddie Sledge y Fred Davis.
En la versión fílmica fue cantada por Ann Miller.
Ella Fitzgerald grabó esta canción en 1956 para su álbum Ella Fitzgerald Sings the Cole Porter Songbook, donde interpreta todas canciones del autor estadounidense.

## Too Darn Hot- versión Erasure
Too Darn Hot fue interpretada por la banda inglesa de synth pop Erasure, para ser incluida en el álbum benéfico Red Hot + Blue.
Para la ocasión, también se grabó un video.

## Otras versiones
Otros artistas también grabaron Too Darn Hot, como Mitzi Gaynor en 1964, Anthony Strong (2013), Stacey Kent (2003) y Holly Cole. 